# Szczodrowski Młyn
Szczodrowski Młyn – osada kociewska w Polsce położona w województwie pomorskim, w powiecie starogardzkim, w gminie Skarszewy. Osada wchodzi w skład sołectwa Szczodrowo.
W latach 1975–1998 miejscowość położona była w województwie gdańskim.